# Бредовая обстоятельность
Бредовая обстоятельность — особенно подробное описание при изложении бреда, связанное с обилием доказательств. Свойственна больным с хроническим паранойяльным синдромом. Наиболее отчётливо проявляется при изложении содержания бредовых идей.
Как отмечают исследователи, в случае наличия у больного диагностированного бреда подобная обстоятельная детализация служит не проявлением необратимых изменений в способе мышления больного, а лишь отражает степень актуальности бредовой идеи для пациента. Рассказчик оказывается так увлечён своим повествованием, что не может переключиться на какую-либо другую тему, постоянно возвращается к волнующим его мыслям. (При этом при обсуждении бытовых, малозначимых для него событий он может отвечать кратко, чётко и конкретно). 
В одних случаях обстоятельность распространяется на мышление в целом, в других — ограничивается пределами бредового содержания.